# Mitt Romney
Willard Mitt Romney (* 12. března 1947 Detroit) je americký finanční podnikatel, republikánský politik, bývalý guvernér státu Massachusetts a v později senátor za stát Utah. Byl jedním z neúspěšných uchazečů o nominaci na kandidáta za Republikánskou stranu pro prezidentské volby USA v roce 2008. O čtyři roky později se stal oficiálním kandidátem Republikánské strany v prezidentských volbách 2012, ve kterých však proti tehdejšímu prezidentovi Baracku Obamovi vítězství nezískal.

## Životopis

### Mládí a vzdělání
Willard Mitt Romney se narodil 12. března 1947 v Harper University Hospital v Detroitu ve státě Michigan. Byl nejmladším (4.) dítětem pozdějšího prezidenta American Motors Corporation a republikánského guvernéra Michiganu George Wilckena Romneyho (1907–1995) a herečky (po narození prvního dítěte ženy v domácnosti) Lenore Romney (rozené LaFount). Rodiče ho pojmenovali podle rodinného přítele J. Willarda Marriotta a otcova bratrance Milltona „Mitta“ Romneyho. V roce 1953 se rodina přestěhovala na bohaté předměstí Bloomfield Hills.
Až do sedmé třídy chodil Mitt do státní základní školy. Potom se zapsal do soukromé chlapecké „přípravné“ školy (příprava na studium na univerzitu) Cranbrook school. V roce 1962 se také podílel na otcově úspěšné kampani před volbami na guvernéra státu Michigan. Později také pracoval jako internista v otcově kanceláři. Na střední škole začal chodit se svojí budoucí manželkou Ann Davies, se kterou se znal již ze základní školy. V akademickém roce 1965–1966 byl přijat na Stanford University. Později začal navštěvovat také Brigham Young University (titul BA) a Harvard University (tituly MBA, JD).

### Víra
Mitt Romney je příslušníkem Církve Ježíše Krista Svatých posledních dnů (mormonské církve). V mládí byl mormonským misionářem. Po roce studia na Stanfordově univerzitě v letech 1965–1966 odjel v rámci rodinné tradice do Francie. Jako misionář za 30 měsíců získal, podle svého tvrzení, 12 konvertitů.[zdroj?] Mormonská víra zakazuje mj. pití alkoholu, takže nebyla pro Francouze, milovníky vína, příliš atraktivní.[zdroj?] V červnu 1968 byl jako řidič automobilu nezaviněně účastníkem vážné dopravní nehody, při které zahynula jeho spolujezdkyně, manželka předsedy mormonské misie. Romney se naučil francouzsky a byl také svědkem protestů ve Francii v roce 1968. Později zastával důležité funkce v mormonské církvi.

### Život
Během jeho pobytu ve Francii jeho přítelkyně konvertovala k mormonům a začala studovat na mormonské Univerzitě Brighama Younga (Brigham Young University - BYU) v Salt Lake City ve státě Utah. Mitt po návratu na přání přítelkyně začal v únoru 1969 také studovat na BYU. V březnu 1969 dvojice uzavřela manželství, v roce 1970 se jim narodil syn Taggart, další synové pak v letech 1971, 1975, 1978 a 1981. Mitt v roce 1971 úspěšně ukončil bakalářské studium angličtiny na BYU. Dále na radu svého otce pokračoval ve studiích práva a ekonomie na Harvardově univerzitě, která úspěšně ukončil v roce 1975.
Pracoval jako obchodník v konzultačních firmách, v roce 1984 se podílel na založení investiční společnosti Bain Capital. V roce 2002 vedl organizační výbor olympijských her v Salt Lake City. Podle časopisu Forbes měl v roce 2012 jeho majetek hodnotu přibližně 230 milionů USD (asi 4,7 mld Kč).

## Politika

### 1994 volby do senátu (Massachusetts)
V roce 1993 začal Romney přemýšlet o vstupu do politiky (do té doby se živil jako businessman a nebyl moc veřejně známý) a to zčásti proto, že jeho manželka Ann na něj již dlouho v tomto směru apelovala, a z části proto, že chtěl pokračovat v otcových stopách. Již v roce 1992 se zaregistroval jako nezávislý, o rok později se však rozhodl vstoupit do Republikánské strany. V senátorských primárkách Republikánské strany skončil na prvním místě (získal 68 % všech hlasů) a v druhém kole rozdrtil Johna Lakiana (získal 80 % hlasů). V boji o křeslo senátora státu Massachusetts se stal vyzyvatelem demokrata Teda Kennedyho (bratra J. F. Kennedyho), který ten rok usiloval již o šesté zvolení do tohoto úřadu. Romney byl jeho prvním vážným vyzyvatelem. Ve volbách Romney prohrál v poměru hlasů 58 % a 41 %. Šlo o nejtěsnější vítězství Teda Kennedyho.

### 2002 volby guvernéra státu Massachusetts

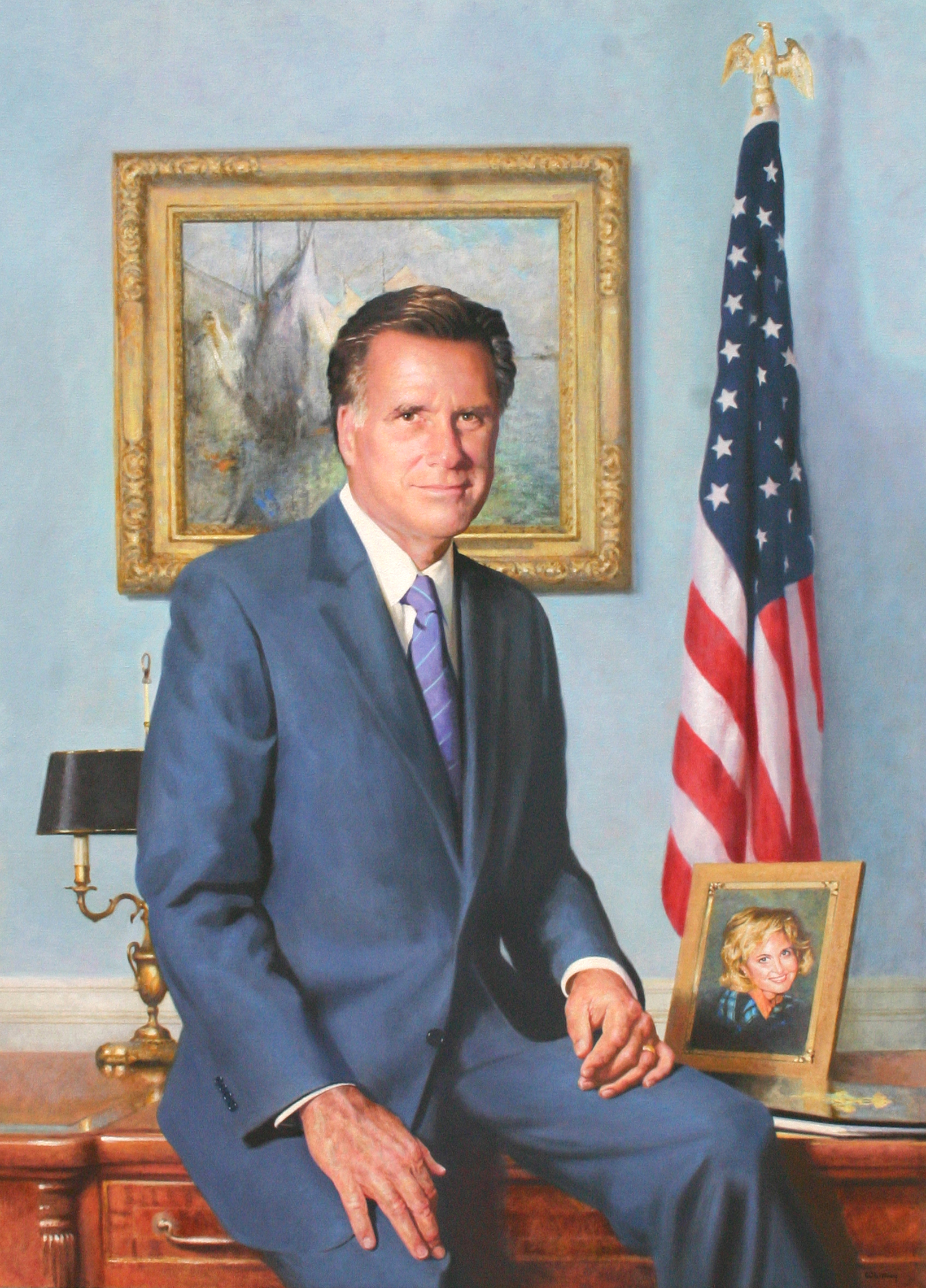
Guvernér státu Massachusetts – Portrét Mitta Romeyho od Richarda Whitneyho.

V roce 2002 Republikáni rozhodli, že do boje o křeslo guvernéra nepošlou dosavadní (pouze zastupující) guvernérku Jane Swift, která byla poskvrněna od mnoha korupčních skandálů, ale nadějného Romneyho (byl podporován i Bílým domem). Ještě téhož roku Romney potvrdil svoji kandidaturu. Ve volbách, konaných v roce 2004, Romney obdržel 50 % hlasů. Jeho demokratický protikandidát O'Brien obdržel 45 % hlasů. Romney tedy získal vítězství a stal se 70. Massachusettským guvernérem.

### 2008 prezidentská kampaň
Romney byl jedním z kandidátů na nominaci za Republikánskou stranu pro prezidentské volby v roce 2008 a byl původně považován za jednoho z favoritů. Po sérii neúspěchů, která vyvrcholila při volebním superúterý, zastavil svou kampaň a o nominaci přestal aktivně usilovat. Oficiálně však neodstoupil a technicky zůstal kandidátem; díky tomu mu zůstali získaní delegáti a možnost udržet si určitý vliv. 14. února 2008 pak podpořil kandidaturu senátora Johna McCaina. Podle médií byl jedním z možných adeptů na viceprezidenta, John McCain si však nakonec vybral Sarah Palin. Podle novinářů se mu nepodařilo přesvědčit voliče tím, že změnil své někdejší liberální názory z doby svého guvernérství ve státě Massachusetts na konzervativní postoje prezentované v kampani.

### 2012 prezidentská kampaň
V dubnu 2011 oznámil, že se bude znovu ucházet o nominaci Republikánské strany jako kandidát do prezidentských voleb roku 2012. V srpnu 2012 sdělil, že si jako kandidáta na úřad viceprezidenta vybral Paula Ryana, člena Sněmovny reprezentantů za stát Wisconsin. V republikánských primárkách přesvědčivě zvítězil a stal se tak oficiálním kandidátem Republikánské strany. V samotných volbách však prohrál, když získal 206 hlasů volitelů. Vítězný dosavadní prezident Barack Obama získal 332 hlasů volitelů a také nadpoloviční většinu hlasů voličů.

### 2018 kampaň do senátu
Dne 16. února 2018 oznámil Mitt Romney svoji kandidaturu do senátu USA za stát Utah v podzimních volbách do Kongresu. Senátorem byl zvolen, přičemž ve funkci působil do konce volebního období v lednu 2025 (mandát senátora v roce 2024 neobhajoval).